# Psychokinesis
Pour plus de détails, voir Fiche technique et Distribution.
Psychokinesis (hangeul : 염력 ; RR : Yeom-lyeok, litt. « psychokinèse ») est une comédie fantastique sud-coréenne écrite et réalisée par Yeon Sang-ho, sortie en 2018.
Il est premier du box-office sud-coréen lors de sa première semaine, mais il ne réussira pas à atteindre le million de spectateurs (alors que le précédent film du réalisateur avait réalisé plus de 11 millions d'entrées). Il est projeté en salles avec le système ScreenX (écran géant à 270°).

## Synopsis
Seok-hyeon (Ryoo Seung-ryong), un homme ordinaire, travaille comme gardien de sécurité dans une banque. Un jour, il acquiert soudainement des pouvoirs psychokinésiques et devient capable de mouvoir les objets à volonté. C'est à ce moment qu'il reçoit un appel téléphonique de sa fille Roo-mi (Sim Eun-kyeong), dont il n'avait plus de nouvelles car elle vivait avec sa mère depuis que Seok-hyeon était parti du domicile familial.
Elle gère maintenant un restaurant de poulet frit sur un marché traditionnel. Une entreprise de construction, contrôlée par la mafia, veut cependant s'emparer de toute cette zone, ce que Roo-mi et les autres locataires refusent. Sa mère meurt après une confrontation avec les voyous et Roo-mi contacte son père pour lui apprendre ce qui lui est arrivée.
Seok-hyeon, de son côté, pense pouvoir gagner de l'argent en effectuant des tours télékinésiques et veut que Roo-mi revienne vivre avec lui. Mais elle refuse et veut rester pour défendre son quartier. Seok-hyeon décide alors de lutter lui aussi contre la mafia.

## Fiche technique
- Titre original : 염력
- Titre international : Psychokinesis
- Réalisation et scénario : Yeon Sang-ho
- Photographie : Byoon Bong-soon
- Montage : Yang Jin-mo
- Musique : Jang Yeong-gyoo
- Production : Kim Yeon-ho
- Société de production : Redpeter Film[1]
- Société de distribution : Next Entertainment World[1]
- Pays d'origine :  Corée du Sud
- Langue originale : coréen
- Format : couleur
- Genre : comédie fantastique
- Durée : 101 minutes
- Date de sortie : 
  - Corée du Sud : 31 janvier 2018[3]
  - France : 25 avril 2018 (Netflix)

## Distribution
- Ryoo Seung-ryong : Seok-hyeon
- Sim Eun-kyeong : Roo-mi
- Park Jung-min : Kim Jeong-hyeon
- Kim Min-jae : le PDG Min
- Jeong Yu-mi : Directrice Hong Sang-moo
- Ye Soo-jung : la sœur de M. Jeong
- Jung Young-ki
- Kim Yeong-seon : la maman de Roo-mi
- Tae Hang-ho : le conseiller de Min

## Production

### Attribution des rôles
Début septembre 2016, le Conseil du film coréen (KOFIC) révèle la distribution du film : Ryoo Seung-ryong qui interprète un homme maîtrisant la télékinésie par la pensée grâce à laquelle il peut sauver sa fille, jouée par Sim Eun-kyeong, mêlée à une situation compliquée.

### Tournage
Yeon Sang-ho et l’équipe du tournage débutent, le 17 avril 2017, les prises de vues à Chuncheon dans la province de Gangwon. Quatre mois passés, ils bouclent le 6 août.
Le film est réalisé en amont pour être projeté en ScreenX (écran géant à 270°) avec l’utilisation de trois caméras interconnectées pouvant créer des angles de vue réalistes et augmenter l'immersion lors de l'utilisation de sa psychokinèse par le personnage principal.

## Accueil

### Sortie
Psychokinesis sort dans les salles le 31 janvier 2018 en Corée du Sud. Il totalise 846 988 spectateurs lors de sa première semaine, ce qui le place en tête du box-office sud-coréen. Il termine à 990 104 entrées, ce qui constitue une nette déception par rapport au film précédent du réalisateur.
Netflix a acquis le film pour le diffuser la même année sur sa plateforme de streaming. C'est par ce biais que le film sort directement dans de nombreux pays, dont la France.

### Box-office
| Pays ou région | Box-office      | Date d'arrêt du box-office | Nombre de semaines |
| -------------- | --------------- | -------------------------- | ------------------ |
| Corée du Sud   | 990 104 entrées | février 2018               |                    |